# Badesi
Badesi es un municipio situado en el territorio de la Provincia de Sassari, en Cerdeña (Italia).

## Demografía
| Gráfica de evolución demográfica de Badesi entre 1861 y 2001 |
|                                                              |
| Fuente ISTAT - elaboración gráfica de Wikipedia              |